# Ariel Leon Kubowy
Ariel Leon Kubowy, אריה קובובי, także: Kubovy, Kubowicki (ur. 2 listopada 1896 w Kurszanach na Litwie, zm. 16 maja 1966 w Jerozolimie) – działacz syjonistyczny i izraelski dyplomata, m.in. poseł w Czechosłowacji i Polsce (1951–1952), prezes Jad Waszem (1959-1966).

## Życiorys
Urodził się na Litwie. W młodości związany z ruchem socjalistycznym i syjonistycznym. W latach 20. studiował na Uniwersytecie w Belgii, po czym sprawował m.in. mandat radnego Antwerpii. Po II wojnie światowej zaangażowany w działalność Światowego Kongresu Żydów, był m.in. przewodniczącym Światowej Rady Kongresu (od 1948). Na przełomie lat 40. i 50. pomagał żydowskim uchodźcom w przyjeździe do Palestyny. W 1951 desygnowany na posła Izraela w Czechosłowacji i Polsce, złożył listy uwierzytelniające na ręce Bolesława Bieruta w dniu 19 lipca 1951. W ciągu swojej kilkunastomiesięcznej aktywności jako posła był obiektem inwigilacji ze strony MBP. Przeciwko Kubowemu wykorzystano m.in. zeznania aresztowanego w listopadzie 1952 pracownika poselstwa Ariego Lernera. Na procesie Slanskego padło nazwisko Kubowego jako osoby blisko związanej z Mordechajem Oremem. 6 grudnia 1952 rząd czechosłowacki uznał posła za persona non grata, dwa dni później to samo uczyniły władze PRL. Wyjechał z Polski na początku 1953 i wrócił do Izraela. W tym samym roku mianowany reprezentantem kraju – posłem/ambasadorem w Argentynie, posłem w Chile, Paragwaju i Urugwaju (1953-1958). Następnie powołano go na przewodniczącego Instytutu Pamięci Męczenników i Bohaterów Holocaustu Jad Waszem (1959-1966). Zmarł w szpitalu Hadassah w Jerozolimie, pochowany na cmentarzu Sanhedria, również w tym mieście.